# Musculus adductor brevis
De musculus adductor brevis of korte bovenbeenadductor is een spier in de binnenzijde van het bovenbeen die loopt van het schaambeen naar de achterzijde van het bovenste gedeelte van het dijbeen. Hij ligt verdoken onder de musculus adductor longus, de musculus pectineus en de musculus adductor magnus.

## Functie
Deze spier heeft als voornaamste functie adductie; het been wordt naar het andere been toegetrokken. Ook draagt deze spier bij met de flexie van de heup; het naar voren buigen van het bovenbeen met de knie richting de borstkas. Ook wordt de musculus adductor brevis gebruikt om het bovenlichaam te helpen stabiliseren tijdens bewegingen of om het evenwicht te bewaren wanneer men op een bewegende ondergrond staat.
Zoals zijn naam al zelf zegt behoort deze spier tot de adductoren van het bovenbeen.

## Bezenuwing
Deze spier wordt bezenuwd door de nervus obturatorius, zowel de voorste als de achterste tak van deze zenuw hebben vezels die naar respectievelijk de voorzijde en achterzijde van deze spier lopen. Afwijkende anatomische varianten kunnen voorkomen, maar de nervus obturatorius is steeds de belangrijkste zenuw in het aansturen van deze spier.